# یاروسلاف هولیک
یاروسلاف هولیک (چکی: Jaroslav Holík; ۳ اوت ۱۹۴۲ – ۱۷ آوریل ۲۰۱۵) بازیکن هاکی روی یخ اهل چکسلواکی بود.